# La Coppa
A La Coppa foi a primeira e única edição do europeu de clubes, competição não-oficial entre clubes de futebol da Europa. Todos os jogos foram realizados no Estádio San Siro em Milão (Itália).

## Participantes
- Barcelona
- Internazionale
- Milan
- Manchester United
- Porto

## Tabela

### Turno único
| 11 de junho de 1981 | Milan | 2 – 1 | Porto | San Siro, Milão (Itália) Público: Árbitro: Auxiliares: |
|                     |       |       |       |                                                        |

| 11 de junho de 1981 | Internazionale | 0 – 0 | Manchester United | San Siro, Milão (Itália) Público: Árbitro: Auxiliares: |
|                     |                |       |                   |                                                        |

| 13 de junho de 1981 | Internazionale | 3 – 1 | Barcelona | San Siro, Milão (Itália) Público: Árbitro: Auxiliares: |
|                     |                |       |           |                                                        |

| 13 de junho de 1981 | Milan | 1 – 0 | Manchester United | San Siro, Milão (Itália) Público: Árbitro: Auxiliares: |
|                     |       |       |                   |                                                        |

| 15 de junho de 1981 | Internazionale | 0 – 1 | Porto | San Siro, Milão (Itália) Público: Árbitro: Auxiliares: |
|                     |                |       |       |                                                        |

| 15 de junho de 1981 | Barcelona | 3 – 1 | Manchester United | San Siro, Milão (Itália) Público: Árbitro: Auxiliares: |
|                     |           |       |                   |                                                        |

| 17 de junho de 1981 | Porto | 1 – 1 | Barcelona | San Siro, Milão (Itália) Público: Árbitro: Auxiliares: |
|                     |       |       |           |                                                        |

| 17 de junho de 1981 | Milan | 0 – 0 | Internazionale | San Siro, Milão (Itália) Público: Árbitro: Auxiliares: |
|                     |       |       |                |                                                        |

| 19 de junho de 1981 | Porto | 1 – 0 | Manchester United | San Siro, Milão (Itália) Público: Árbitro: Auxiliares: |
|                     |       |       |                   |                                                        |

| 19 de junho de 1981 | Milan | 1 – 0 | Barcelona | San Siro, Milão (Itália) Público: Árbitro: Auxiliares: |
|                     |       |       |           |                                                        |

#### Classificação final
| Pos | Time              | Pts | J | V | E | D | GP | GC | SG |
| --- | ----------------- | --- | - | - | - | - | -- | -- | -- |
| 1   | Porto             | 7   | 4 | 2 | 1 | 1 | 4  | 3  | 1  |
| 2   | Milan             | 5   | 4 | 3 | 1 | 0 | 2  | 1  | 4  |
| 3   | Internazionale    | 4   | 4 | 1 | 2 | 1 | 3  | 3  | 0  |
| 4   | Barcelona         | 3   | 4 | 1 | 1 | 2 | 5  | 6  | -1 |
| 5   | Manchester United | 1   | 4 | 0 | 1 | 3 | 1  | 5  | -4 |